# Ids-Saint-Roch
Ids-Saint-Roch település Franciaországban, Cher megyében. Lakosainak száma 287 fő (2022. január 1.). Ids-Saint-Roch Ineuil, Maisonnais, Morlac, Saint-Pierre-les-Bois és Touchay községekkel határos.

## Népesség
A település népességének változása:
| Lakosok száma | 433  | 342  | 298  | 302  | 320  | 315  | 299  | 286  | 282  | 287  |
|               | 1968 | 1982 | 1990 | 2006 | 2013 | 2015 | 2017 | 2019 | 2020 | 2022 |